# Robert Christophe
Robert François René Christophe (* 22. Februar 1938 in Marseille; † 18. April 2016 in Morières-lès-Avignon) war ein französischer Schwimmer. Er war Europameister 1958 und 1962.

## Karriere
Bei den Olympischen Spielen 1956 in Melbourne überstand Robert Christophe als einziger Franzose das Halbfinale über 100 Meter Rücken. Im Endlauf erreichte er den vierten Platz mit 0,4 Sekunden Rückstand auf den Drittplatzierten Frank McKinney aus den Vereinigten Staaten. 1958 bei den Europameisterschaften in Budapest siegte Christophe vor Leonid Barbijer aus der Sowjetunion. 1959 fanden die Mittelmeerspiele in Beirut statt. Robert Christophe erschwamm die Goldmedaille über 100 Meter Rücken. Mit der 4-mal-100-Meter-Lagenstaffel gewann er die Silbermedaille hinter der Staffel aus Italien.
Bei den Olympischen Spielen 1960 in Rom schied die französische Lagenstaffel mit der elftbesten Vorlaufzeit aus. Über 100 Meter Rücken belegte er als bester Europäer den vierten Platz. 1962 bei den Europameisterschaften in Leipzig belegte Christophe mit der französischen Lagenstaffel den vierten Platz. Die 4-mal-100-Meter-Freistilstaffel mit Gérard Gropaiz, Robert Christophe, Jean-Pascal Curtillet und Alain Gottvallès siegte vor den Briten und den Schweden. Im Wettbewerb der 4-mal-200-Meter-Freistilstaffeln siegten die Schweden vor den Franzosen mit Gropaiz, Gottvallès, Curtillet und Christophe. 1963 gewann Robert Christophe mit der französischen Lagenstaffel die Silbermedaille bei den Mittelmeerspielen in Neapel. Nach den Olympischen Spielen 1960 wurde bei internationalen Meisterschaften das 100-Meter-Rückenschwimmen durch das 200-Meter-Rückenschwimmen ersetzt. Christophe konnte auf dieser Strecke international keine vorderen Plätze erreichen, bei den Olympischen Spielen 1964 in Tokio belegte er in den Vorläufen den 24. Platz. Die französische 4-mal-100-Meter-Freistilstaffel qualifizierte sich in Tokio mit Robert Christophe für den Endlauf. Im Finale schwamm Pierre Canavèse statt Robert Christophe, die französische Staffel wurde wegen eines Wechselfehlers disqualifiziert.
Robert Christophe schwamm für CN Marseille. Er gewann insgesamt 30 französische Meistertitel. Nach dem Ende seiner aktiven Karriere war er unter anderem Trainer und Vereinspräsident bei CN Avignon.